# 趙建徳
趙 建徳（ちょう けんとく、ベトナム語: Triệu Kiến Đức）は、南越の第5代（最後の）王。即位前は術陽侯に封ぜられていたことから、術陽王と称される。

## 生涯
明王趙嬰斉の庶長子として生まれた。元鼎5年（紀元前112年）、相の呂嘉が兵を起こして哀王趙興と樛太后を殺害すると、南越王として擁立された。呂嘉は漢の韓千秋らの軍を殲滅した。
元鼎6年（紀元前111年）、漢の伏波将軍路博徳と楼船将軍楊僕が武帝の命を受けて派遣された。路博徳は桂陽を出て匯水を下り、楊僕は豫章を出て横浦を下った。漢の諸軍は番禺で合流して城を包囲した。漢軍は南越軍を破って、城を焼き払った。術陽王と呂嘉は海上に逃れたが、路博徳の部下に捕らえられた。ここに南越国は滅んだ。